# Franck Van Haute
Franck Van Haute est un joueur de rink hockey né le 31 janvier 1987 et formé au sein du club de La Roche-sur-Yon.

## Parcours sportif
Fidèle à son club de La Roche-sur-Yon, il ne l'a jamais quitté. Il intègre l'équipe première du club durant la saison 2010-2011 à l'issue de laquelle, il remporte la coupe de France. 

### Palmarès
En 2011, il obtient une Coupe de France avec le club de la Roche sur Yon.